# Xã Reno, Quận Reno, Kansas
Xã Reno (tiếng Anh: Reno Township) là một xã thuộc quận Reno, tiểu bang Kansas, Hoa Kỳ. Năm 2010, dân số của xã này là 4.362 người.